# Biegi narciarskie na Mistrzostwach Świata w Narciarstwie Klasycznym 2005 – sztafeta mężczyzn
Sztafeta mężczyzn na 4x10 km – jedna z konkurencji rozgrywanych w ramach biegów narciarskich na Mistrzostwach Świata w Narciarstwie Klasycznym 2005; zawody odbyły się 24 lutego 2005 roku. Tytuł sprzed dwóch lat obroniła reprezentacja Norwegii w składzie: Odd-Bjørn Hjelmeset, Frode Estil, Lars Berger i Tore Ruud Hofstad. Drugie miejsce zajęli Niemcy w składzie: Jens Filbrich, Andreas Schlütter, Tobias Angerer oraz Axel Teichmann, a brązowy medal zdobyła reprezentacja Rosji: Nikołaj Pankratow, Wasilij Roczew, Jewgienij Diemientjew i Nikołaj Bolszakow. 

## Rezultaty
| Miejsce | Numer | Państwo           | Zawodnicy                                                                | Czas                                      | Strata    |
| ------- | ----- | ----------------- | ------------------------------------------------------------------------ | ----------------------------------------- | --------- |
| 01 !    | 1     | Norwegia          | Odd-Bjørn Hjelmeset Frode Estil Lars Berger Tore Ruud Hofstad            | 1:39:04,4 25:04,6 24:58,4 24:02,3 24:59,1 | –         |
| 02 !    | 2     | Niemcy            | Jens Filbrich Andreas Schlütter Tobias Angerer Axel Teichmann            | 1:39:22,1 25:05,1 25:58,6 24:37,2 23:41,2 | +17,7     |
| 03 !    | 4     | Rosja             | Nikołaj Pankratow Wasilij Roczew Jewgienij Diemientjew Nikołaj Bolszakow | 1:39:23,1 25:04,2 24:59,3 24:04,5 25:15,1 | +18,7     |
| 4       | 10    | Włochy            | Giorgio Di Centa Fulvio Valbusa Pietro Piller Cottrer Cristian Zorzi     | 1:39:49,3 25:04,2 25:57,6 23:59,8 24:47,7 | +44,9     |
| 5       | 16    | Austria           | Martin Tauber Michaił Botwinow Roland Diethard Christian Hoffmann        | 1:40:40,9 25:58,2 25:09,9 25:12,6 24:20,2 | +1:36,5   |
| 6       | 11    | Francja           | Christophe Perrillat Vincent Vittoz Emmanuel Jonnier Alexandre Rousselet | 1:40:42,0 25:40,7 25:23,2 24:56,6 24:41,5 | +1:37,6   |
| 7       | 3     | Szwecja           | Mats Larsson Anders Södergren Johan Olsson Mathias Fredriksson           | 1:42:14,7 26:17,6 25:57,7 25:30,4 24:29,0 | +3:10,3   |
| 8       | 7     | Czechy            | Jiří Magál Lukáš Bauer Martin Koukal Petr Michl                          | 1:42:28,8 26:35,7 25:39,9 24:47,9 25:25,3 | +3:24,4   |
| 9       | 8     | Estonia           | Raul Olle Andrus Veerpalu Jaak Mae Anti Saarepuu                         | 1:43:21,2 26:09,1 25:39,4 25:15,4 26:17,3 | +4:16,8   |
| 10      | 13    | Kazachstan        | Andriej Gołowko Dmitrij Jeremienko Nikołaj Czebot´ko Jewgienij Koszewoj  | 1:43:21,6 25:58,9 26:34,8 24:41,7 26:06,2 | +4:17,2   |
| 11      | 12    | Stany Zjednoczone | Kris Freeman David Chamberlain Andrew Johnson Lars Flora                 | 1:43:22,2 25:42,8 26:54,3 24:39,3 26:05,8 | +4:17,8   |
| 12      | 6     | Finlandia         | Tero Similä Olli Ohtonen Teemu Kattilakoski Sami Jauhojärvi              | 1:44:32,9 27:01,4 27:02,8 25:07,7 25:21,0 | +5:28,5   |
| 13      | 15    | Kanada            | Devon Kershaw George Grey Dan Roycroft Chris Jefferies                   | 1:45:03,3 26:22,5 26:38,3 26:08,2 25:54,3 | +5:58,9   |
| 14      | 9     | Japonia           | Katsuhito Ebisawa Shunsuke Komamura Ryo Saito Tomio Kanamaru             | 1:45:51,1 27:01,9 26:54,2 25:47,3 26:07,7 | +6:46,7   |
| 15      | 14    | Ukraina           | Witalij Marcyw Roman Łejbiuk Ołeksandr Pucko Michaił Humeniak            | LAP 28:31,6 26:34,7 25:51,7 LAP           | +9:59.7 ! |
| 16      | 5     | Szwajcaria        | Beat Koch Reto Burgermeister Gion Andrea Bundi Remo Fischer              | LAP 28:32,3 27:13,0 LAP 0                 | +9:59.8 ! |
| 17      | 17    | Chiny             | Ye Tian Li Geliang Han Dawei Li Zhiguang                                 | LAP 29:14,7 27:12,8 LAP 0                 | +9:59.9 ! |